# Monte Cero
Il monte Cero (409 m), situato nel comune di Baone (Padova), è una collina che sorge nella sezione sud dei Colli Euganei.
Riconoscibile da quelli adiacenti per le antenne dei ripetitori posti alla sua sommità, nelle sue vicinanze sorge l'abitato di Calaone, frazione del comune di Baone e, più in basso, Este.